# Protocide
Protocide est un super-vilain créé par Marvel Comics. Il est apparu pour la première fois dans Captain America #28, en 2000.

## Origines
En 1940, le soldat Clinton McIntyre se rebella contre les ordres de son supérieur qui l'envoyait à une mort certaine, et fut jugé pour trahison et meurtre, qu'il déclara accidentel. Condamné à mort, McIntyre fut gracié par le Général Maxfield Saunders, l'un des officiers rattachés au Projet Rebirth (connu plus tard comme Weapon I).
Tandis que le Professeur Erskine choisissait Steve Rogers pour devenir le super-soldat, Saunders fit de McIntyre son propre cobaye dans le projet Opération Prototype. Hélas, l'Opération échoua. Le corps de McIntyre muta, mais l'injection du sérum provoqua aussi des crises de démence et d'intenses douleurs. McIntyre s'échappa et provoqua un carnage en Virginie avant d'être victime d'un infarctus. Saunders fut arrêté par le Général Chester Philips, et Rogers fit ses premiers pas en tant que Captain. Le corps de McIntyre fut quant à lui cryogénisé.
Au début du XXIe siècle, le laboratoire de l'Opération Prototype fut découvert par le SHIELD. Un agent double travaillant pour l'AIM récupéra le corps. Les terroristes parvinrent à le ramener à la vie et le renommèrent Protocide. Il reçut des implants mémoriels lui faisant croire qu'il avait été trahi par Captain America, son partenaire pendant la guerre, et que le SHIELD dirigeait le monde. Il fut envoyé combattre US Agent qu'il manqua de tuer, puis Captain America. Il échoua dans sa mission consistant à dérober du matériel technologique et s'échappa.
L'AIM l'utilisa ensuite pour détruire plusieurs bases de l'HYDRA. Captain America retrouva sa piste et finalement le duo sabota les opérations des terroristes. Blessé, Protocyde fut secouru par Cap, et le soldat réalisa qu'il avait été piégé par l'AIM. Il fit sauter la base de l'AIM et se fit passer pour mort. On ignore depuis ses activités.

## Pouvoirs
- Altéré par le sérum du super-soldat, Protocide possède une force, une rapidité, une endurance et des réflexes dépassant le meilleur des athlètes. Il pèse près de 140 kg de muscles.
- Il utilise un bouclier en acier forgé très résistant.